# Food City 300
Das Food City 300 ist eines von zwei Rennen, das die NASCAR Xfinity Series jährlich auf dem Bristol Motor Speedway in Bristol, Tennessee austrägt. Das andere Rennen ist das Scotts Turf Builder 300. Erstmals wurde das Food City 250 im Jahre 1982 ausgetragen, ist also von Anfang an in der Busch Series vertreten, damals allerdings noch unter dem Namen „Pet Diary 150“ und als 150 Runden langes Rennen. Im Jahre 1984 wurde es dann auf 200 Runden verlängert und 1990 dann auf 250 Runden, die Renndistanz, die auch noch heute zu fahren ist. Die Nummer im Namen des Rennens steht in diesem Falle für die Rundenzahl.

## Bisherige Sieger
- 2011: Kyle Busch
- 2010: Kyle Busch
- 2009: David Ragan
- 2008: Brad Keselowski
- 2007: Kasey Kahne
- 2006: Matt Kenseth
- 2005: Ryan Newman
- 2004: Dale Earnhardt junior
- 2003: Michael Waltrip
- 2002: Jimmy Spencer
- 2001: Kevin Harvick
- 2000: Kevin Harvick
- 1999: Matt Kenseth
- 1998: Kevin Lepage
- 1997: Jimmy Spencer
- 1996: Jeff Fuller
- 1995: Steve Grissom
- 1994: Kenny Wallace
- 1993: Todd Bodine
- 1992: Todd Bodine
- 1991: Dale Jarrett
- 1990: Rick Mast
- 1989: Mark Martin
- 1988: Larry Pearson
- 1987: Larry Pearson
- 1986: Brett Bodine
- 1985: Darrell Waltrip
- 1984: Morgan Shepherd
- 1983: Sam Ard
- 1982: Jack Ingram